# Lois Frankel
Lois Jane Frankel (New York, 17 maggio 1948) è una politica e avvocato statunitense, membro della Camera dei Rappresentanti per lo stato della Florida dal 2013.

## Biografia
Nata a New York, dopo la laurea in legge alla Georgetown University, Lois Frankel si trasferì a West Palm Beach e lavorò come avvocato per diversi anni.
Nel 1986 entrò in politica con il Partito Democratico e venne eletta all'interno della legislatura statale della Florida. Nel 1993 lasciò il posto per candidarsi alla Camera dei Rappresentanti nazionale ma perse le primarie contro Alcee Hastings, che venne poi eletto.
La Frankel tornò alla legislatura statale e vi rimase fino al 2002, quando entrò nella corsa per governatore della Florida. Poco tempo dopo abbandonò la competizione e si candidò a sindaco di West Palm Beach, venendo eletta. Nel 2007 venne rieletta per un secondo mandato, ma nel 2011 non poté richiederne un altro per via dei limiti di tempo imposti dalla costituzione dello stato.
Nello stesso anno però annunciò la sua seconda candidatura alla Camera, sfidando il repubblicano in carica Allen West. Questi però subito dopo decise di chiedere la rielezione in un altro distretto congressuale e la Frankel concorse così contro un altro avversario. A novembre del 2012 la Frankel riuscì a vincere le elezioni con una netta maggioranza e approdò così al Congresso nel gennaio dell'anno seguente.